# 40 Dayz & 40 Nightz
40 Dayz & 40 Nightz è il secondo album in studio del rapper statunitense Xzibit, pubblicato nel 1998.

## Tracce
1. The Last Night (Intro) - 1:03
2. Chamber Music - 4:23
3. 3 Card Molly (feat. Ras Kass & Saafir as The Golden State Warriors) - 3:55
4. What U See Is What U Get - 5:08
5. Handle Your Business (feat. DeFari) - 4:15
6. Nobody Sound Like Me (feat. Montage One) - 3:38
7. Pussy Pop (feat. Jayo Felony & Method Man) - 3:18
8. Chronic Keeping 101 - 2:00
9. Shroomz - 3:01
10. Focus - 3:30
11. Jason (48 Months Interlude) - 1:26
12. Deeper - 2:58
13. Los Angeles Times - 4:24
14. Inside Job - 3:10
15. Let It Rain (con King Tee & Tha Alkaholiks) - 5:36
16. Recycled Assassins - 4:14
17. Outro - 1:14